# Terence Blanchard
Terenche Oliver Blanchard (New Orleans, 13 maart 1962) is een Amerikaanse jazztrompettist en componist.

## Carrière
Blanchard is afkomstig uit een muzikale familie. Zijn vader was lid van de Harlem Harmony Kings. Hij kreeg een veelomvattende opleiding. Op 4-jarige leeftijd kreeg hij pianoles, later trompetles en op 15-jarige leeftijd compositieles in het 'New Orleans Center of Creative Arts', waar hij tussen 1978 en 1980 ook werd onderwezen door Ellis Marsalis. Van 1980 tot 1982 speelde hij in de band van Lionel Hampton. Sinds zijn werk met Art Blakey's Jazz Messengers van 1982 tot 1986 (als opvolger van Wynton Marsalis en diens muzikaal leider) telt hij als een van de toonaangevende trompettisten. Eind jaren 1980 had hij een eigen kwartet met de Blakey-sideman en altsaxofonist Donald Harrison (albums Black Pearl en Crystal Stair). Ze namen in 1986 Eric Dolphy/Booker Little Remembered, Vol. 1, 2 op met dezelfde ritmegroep als deze (Mal Waldron, Richard Davis, Ed Blackwell). In 1993 verscheen zijn album The Billie Holiday Songbook, in 1999 Wandering Moon met Branford Marsalis en Dave Holland. Voor het laatste album werd hij door Down Beat-lezers tot artiest en trompettist van het jaar gekozen. Met de Braziliaan Ivan Lins nam hij in 1996 The Heart Speaks op (Grammy Awards-nominatie voor «Best Latin Jazz Performance»).
Blanchard schreef de filmmuziek voor meerdere films van Spike Lee, zoals  'Mo' Better Blues (1990), Jungle Fever (1991), Malcolm X (1992), Summer of Sam (1999), Inside Man (2006) en Chi-Raq (2015). In 2018 volgde de muziek voor BlacKkKlansman. Al sinds 1987 speelde hij in Bill Lee's soundtrack voor Spike Lee-films als Do the Right Thing (1998) en  'Mo' Better Blues (1990) (dat hem een Grammy Award-nominatie opleverde) en in diens documentaire When the Levees Broke (2006) over de catastrofe in zijn geboortestad New Orleans met de hurricane Katrina, waarin hij ook optreedt. Verder componeerde hij ook de muziek voor de films Original Sin (2000), Glitter (met Mariah Carey, 2001), People I Know (2001) en Gia (1998). Hij was ook betrokken bij de soundtrack voor de animatiefilm The Princess and the Frog (2009).
In 2010 kreeg hij de Grammy Award in de categorie «Best Jazz Instrumental Solo Performance» voor zijn nummer Dancin' 4 Chicken. Hij is thans artistiek leider van het 'Thelonious Monk Institute of Jazz' aan de University of Southern California. In 2015 werd Blanchard door het Berklee College of Music tot «Visiting Scholar» benoemd. Vanaf de herfst 2015 leidde hij zowel in het aldaar zijnde 'Jazz Composition Department' als ook in de vakgebieden 'Film Scoring' en 'Brass' en voor het 'Berklee Global Jazz Institute' projecten. Voor Blood and Soil kreeg hij in 2019 een tweede Grammy Award als beste instrumentale compositie. In 2020 werd de Passion for Film-award van het filmfestival van Venetië aan hem toegekend.